# Администрация президента Украины
Администра́ция президе́нта Украи́ны (укр. Адміністрація президента України) — упразднённый орган государственного управления при президенте Украины, обеспечивавший осуществление президентом Украины его конституционных полномочий.
Общее руководство Администрацией осуществляет глава Администрации президента Украины.
Последний глава администрации в должности — Андрей Богдан (21 мая — 25 июня 2019).
Преемником организации стал образованный указом президента Украины Владимира Зеленского № 417/2019 Офис президента Украины.

## История
Орган создан 13 декабря 1991 года Леонидом Кравчуком под названием «Администрация президента Украины».

В 2005 году Виктор Ющенко реорганизовал Администрацию президента Украины в Секретариат президента Украины. В 2010 году Администрация президента Украины была вновь переименована в своё прежнее название Виктором Януковичем после ликвидации Секретариата президента Украины.
В 2019 году Указом президента Владимира Зеленского № 417/2019 от 20 июня 2019 года было объявлено о преобразовании Администрации президента Украины в Офис президента Украины путём реорганизации и сокращения количества сотрудников.

## Структура
Структура Администрации президента Украины (14 июля 2014 — 25 июня 2019)
- Глава Администрации президента Украины
- два первых заместителя главы Администрации президента Украины
- заместители главы Администрации президента Украины
- первый помощник президента Украины, помощники, советники президента Украины
- пресс-секретарь президента Украины
- уполномоченные президента Украины
- Служба президента Украины
- Офис главы Администрации президента Украины
- Главный департамент реформирования Администрации президента Украины
- Главный департамент по вопросам внедрения реформ
- Главный департамент по вопросам национальной безопасности и обороны
- Главный государственно-правовой департамент
- Главный департамент правовой политики
- Главный департамент по вопросам деятельности правоохранительных органов и противодействия коррупции
- Главный департамент региональной политики
- Главный контрольный департамент
- Главный департамент внешней политики и европейской интеграции
- Главный департамент Государственного Протокола и Церемониала
- Главный департамент обеспечения доступа к публичной информации
- Главный департамент по вопросам гуманитарной политики
- Главный департамент по вопросам внутренней политики
- Главный департамент информационной политики
- Главный департамент документального обеспечения
- Департамент местного самоуправления и децентрализации
- Департамент государственных наград
- Департамент по вопросам гражданства
- Приёмная президента Украины
- Департамент по вопросам помилования
- Режимно-секретный департамент
- Отдел обеспечения взаимодействия президента Украины с Верховной Радой Украины
- Отдел обеспечения связей президента Украины с Кабинетом министров Украины
- Отдел обеспечения деятельности Уполномоченного президента Украины по правам ребёнка
- Отдел представительства интересов президента Украины в судах

## Список руководителей Администрации президента Украины и их заместителей
После даты назначения или освобождения от должности стоит номер соответствующего указа или распоряжения президента Украины.

### Секретарь Администрации президента Украины и его заместители (1991—1994 гг.)
Секретарь Администрации президента Украины
- Хоменко Николай Григорьевич (13.12.1991 — 15.06.1994)[7][8]

Заместители секретаря Администрации президента Украины
- Подпалов Леонид Васильевич (17 августа 1992 г., № 133/92-рп — 1 августа 1994 г., № 83/94-рп)
- Доценко Иван Филиппович (28 декабря 1992 г., № 210/92-рп — не позднее 1993 г.)
- Басий Валерий Иванович (не ранее 1992 г. — 20 сентября 1994 г., № 100/94-рп от 12 августа 1994 г.)

### Глава Администрации президента Украины и его заместители (1994—2005 гг., с 2010 г.)
Глава Администрации президента Украины
- Табачник Дмитрий Владимирович (21 июля 1994 г., № 407/94 — 10 декабря 1996 г., № 1188/96)
- Кушнарёв Евгений Петрович (20 декабря 1996 г., № 1259/96 — 23 ноября 1998 г., № 1297/98)
- Белоблоцкий Николай Петрович (25 ноября 1998 г., № 1306/98 — 22 ноября 1999 г., № 1483/99)
- Литвин Владимир Михайлович (22 ноября 1999 г., № 1484/99 — июнь 2002 г.)
- Медведчук Виктор Владимирович (12 июня 2002 г., № 542/2002 — 21 января 2005 г., № 70/2005)
- Левочкин Сергей Владимирович (25 февраля 2010 г., № 265/2010 — 17 января 2014 г., № 10/2014)
- Клюев, Андрей Петрович (24 января 2014 г., № 36/2014 — 26 февраля 2014 г., № 141/2014)
- Рафальский, Олег Алексеевич (26 февраля 2014 г. № 148/2014 — 5 марта 2014 г. № 248/2014) временно исполняющий обязанности главы
- Пашинский, Сергей Владимирович (5 марта 2014 г., № 249/2014 — 10 июня 2014 г., № 508/2014) временно исполняющий обязанности главы[9]
- Ложкин, Борис Евгеньевич (10 июня 2014 г., № 519/2014 — 29 августа 2016 г., № 366/2016)[10]
- Райнин, Игорь Львович (29 августа 2016 г., № 369/2016 — 19 мая 2019 г., № 296/2019)
- Богдан, Андрей Иосифович (21 мая 2019 г., № 304/2019 — 25 июня 2019 г., № 434/2019)

Первые заместители главы Администрации президента Украины
- Яцуба Владимир Григорьевич (9 марта 1995 г., № 49/95-рп, переназначен 28 декабря 1996 г., № 678/96-рп — 21 декабря 1998 г., № 1373/98)
- Рябоконь Василий Петрович (21 декабря 1998 г., № 1376/98 — 7 декабря 1999 г., № 307/99-рп)
- Роговой Василий Васильевич (21 января 2000 г., № 21/2000-рп — 21 сентября 2000 г., № 289/2000-рп)
- Дёмин Олег Алексеевич (31 октября 2000 г., № 336/2000-рп — 22 января 2005 г., № 29/2005-рп)
- Ехануров Юрий Иванович, Первый заместитель главы Администрации президента Украины — руководитель Главного управления организационно-кадровой работы и взаимодействия с регионами (19 июня 2001 г., № 166/2001-рп — 5 ноября 2001 г., № 295/2001-рп)
- Хорошковский Валерий Иванович (29 августа 2002 г., № 303/2002-рп — ноябрь 2002 г.)
- Загородный Юрий Иванович (декабрь 2002 г. — 21 января 2005 г., № 21/2005-рп)
- Акимова Ирина Михайловна (25 февраля 2010 г., № 267/2010 — 24 января 2014 г., № 37/2014)
- Лукаш Елена Леонидовна, Первый заместитель главы Администрации президента Украины — представитель президента Украины в Конституционном Суде Украины (4 марта 2010 г., № 289/2010 — 5 апреля 2011 г., № 354/2011)
- Портнов Андрей Владимирович (24 января 2014 г., № 39/2014 — 26 февраля 2014 г., № 143/2014)
- Зубко Геннадий Григорьевич (10 июня 2014 г., № 520/2014 — 5 декабря 2014 г., № 919/2014)
- Косюк Юрий Анатольевич (3 июля 2014 г., № 559/2014 — 8 декабря 2014, № 924/2014)
- Ковальчук Виталий Анатольевич (26 декабря 2014 г., № 959/2014 — 19 мая 2019 г., № 295/2019)
- Трофимов Сергей Владимирович (с 21 мая 2019 г., № 306/2019)

Заместители главы Администрации президента Украины
- Подпалов Леонид Васильевич (1 августа 1994 г., № 83/94-рп, переназначен 28 декабря 1996 г., № 680/96-рп — 22 января 2005 г., № 28/2005-рп)
- Теренчук Петр Дмитриевич, заместитель главы Администрации президента Украины (с 1994 г., переназначен 28 декабря 1996 г., № 679/96-рп), заместитель главы Администрации президента Украины — управляющий делами Администрации президента Украины (13 марта 1997 г., № 121/97-рп — 24 января 2000 г., № 35/2000-рп)
- Литвин Владимир Михайлович (30 ноября 1995 г., № 427/95-рп — 14 декабря 1996 г., № 654/96-рп)
- Гальчинский Анатолий Степанович (12 декабря 1996 г., № 646/96-рп, переназначен 28 декабря 1996 г., № 681/96-рп — 30 июля 1997 г., № 271/97-рп)
- Кремень Василий Григорьевич, заместитель главы Администрации президента Украины — руководитель Управления внутренней политики (23 июня 1997 г., № 245/97-рп — 7 мая 1998 г., № 109/98-рп)
- Гайдуцкий Павел Иванович, заместитель главы Администрации президента Украины (30 июля 1997 г., № 272/97-рп — 24 января 2000 г., № 42/2000-рп), заместитель главы Администрации президента Украины — руководитель Главного управления по вопросам экономической политики (24 января 2000 г., № 43/2000-рп — 16 мая 2005 г., № 1051/2005-рп)
- Мартыненко Александр Владленович, заместитель главы Администрации президента Украины (с 9 июня 1998 г., № 259/98-рп), заместитель главы Администрации президента Украины — пресс-секретарь президента Украины (3 ноября 1998 г., № 538/98-рп — 24 января 2000 г., № 46/2000-рп)
- Матвиенко Валерий Яковлевич, заместитель главы Администрации президента Украины — руководитель Главного управления по анализу и прогнозированию внутриполитических вопросов (4 января 1999 г., № 1/99-рп — 7 декабря 1999 г., № 310/99-рп)
- Орел Анатолий Константинович, заместитель главы Администрации президента Украины — руководитель Главного управления по вопросам внешнеполитической деятельности (17 августа 1999 г., № 997/99 — 24 января 2000 г., № 48/2000-рп), заместитель главы Администрации президента Украины — руководитель Главного управления по вопросам внешней политики (24 января 2000 г., № 49/2000-рп — 15 декабря 2000 г., № 376/2000-рп; не позднее 2002 г. — 1 июля 2004 г., № 159/2004-рп), заместитель главы Администрации президента Украины (15 декабря 2000 г., № 376/2000-рп — не позднее 2002 г.)
- Яковенко Александр Степанович, заместитель главы Администрации президента Украины — руководитель Главного управления организационной и кадровой работы и взаимодействия с регионами (7 декабря 1999 г., № 309/99-рп — 24 января 2000 г., № 58/2000-рп), заместитель главы Администрации президента Украины — руководитель Главного управления организационно-кадровой работы и взаимодействия с регионами (24 января 2000 г., № 59/2000-рп — 19 июня 2001 г., № 165/2001-рп)
- Богуцкий Юрий Петрович, заместитель главы Администрации президента Украины — руководитель Главного управления по анализу и прогнозированию внутриполитических вопросов (7 декабря 1999 г., № 311/99-рп — 24 января 2000 г., № 40/2000-рп), заместитель главы Администрации президента Украины — руководитель Главного управления по вопросам внутренней политики (24 января 2000 г., № 41/2000-рп — 30 мая 2001 г., № 148/2001-рп)
- Дагаев Юрий Александрович, заместитель главы Администрации президента Украины — управляющий делами Администрации президента Украины (4 февраля 2000 г., № 67/2000-рп — 30 марта 2000 г., № 148/2000-рп)
- Белов Александр Фёдорович, заместитель главы Администрации президента Украины — руководитель Главного управления по вопросам внутренней политики (12 июня 2001 г., № 153/2001-рп — 25 октября 2001 г., № 291/2001-рп)
- Белоконь Николай Васильевич, заместитель главы Администрации президента Украины — руководитель Главного управления по вопросам судебной реформы, деятельности воинских формирований и правоохранительных органов (ноябрь 2001 г. — 27 августа 2003 г., № 241/2003-рп)
- Ищенко Алексей Максимович, заместитель главы Администрации президента Украины — руководитель Главного управления организационно-кадровой политики и взаимодействия с регионами (июнь 2002 г. — 21 января 2005 г., № 20/2005-рп)
- Хорошковский Валерий Иванович, заместитель главы Администрации президента Украины — руководитель Главного управления по вопросам внутренней политики (июнь — август 2002 г.)
- Базив Василий Андреевич, заместитель главы Администрации президента Украины — руководитель Главного аналитического управления (июнь 2003 г. — 17 декабря 2004 г., № 309/2004-рп)
- Коваленко Валентин Васильевич, заместитель главы Администрации президента Украины — руководитель Главного управления по вопросам судебной реформы, деятельности воинских формирований и правоохранительных органов (29 августа 2003 г., № 246/2003-рп — 5 января 2005 г., № 6/2005-рп)
- Кожара Леонид Александрович, заместитель главы Администрации президента Украины — руководитель Главного управления по вопросам внешней политики (2 июля 2004 г., № 161/2004-рп — 28 апреля 2005 г., № 1009/2005-рп)
- Ладный Юрий Анатольевич, заместитель главы Администрации президента Украины — руководитель Главного управления Государственного Протокола и Церемониала (25 февраля 2010 г., № 266/2010 — 5 апреля 2011 г., № 357/2011)
- Скубашевский Станислав Валерианович, заместитель главы Администрации президента Украины — руководитель Главного управления по вопросам региональной и кадровой политики (25 февраля 2010 г., № 268/2010 — 5 апреля 2011 г., № 360/2011), заместитель главы Администрации президента Украины (5 апреля 2011 г., № 363/2011 — 23 ноября 2012 г., № 652/2012)
- Рафальский Олег Алексеевич, заместитель главы Администрации президента Украины — руководитель Главного управления документального обеспечения (25 февраля 2010 г., № 269/2010 — 5 апреля 2011 г., № 359/2011), заместитель главы Администрации президента Украины (5 апреля 2011 г., № 362/2011 — 10 июня 2014 г., № 509/2014; с 10 июня 2014 г., № 521/2014 — 27 октября 2014 г., № 825/2014)
- Герман, Анна Николаевна (25 февраля 2010 г., № 270/2010 — 5 апреля 2011 г., № 355/2011)
- Гончарук Андрей Иванович (31 марта 2010 г., № 460/2010 — 5 апреля 2011 г., № 356/2011)
- Портнов Андрей Владимирович, заместитель главы Администрации президента Украины — руководитель Главного управления по вопросам судебной реформы и судоустройства (2 апреля 2010 г., № 472/2010 — 5 апреля 2011 г., № 358/2011)
- Васильев Геннадий Андреевич (28 апреля 2010 г., № 586/2010 — 2 февраля 2011 г., № 175/2011)
- Ставнийчук Марина Ивановна (1 апреля 2011 г., № 342/2011 — 5 апреля 2011 г., № 361/2011)
- Ларин Сергей Николаевич (9 января 2013 г., № 11/2013 — 26 февраля 2014 г., № 144/2014)
- Чмырь Юрий Павлович (16 декабря 2013 г., № 688/2013 — 26 февраля 2014 г., № 145/2014[11])
- Чалый Валерий Алексеевич (19 июня 2014 г., № 541/2014 — 10 июля 2015 г, № 408/2015)
- Шимкив Дмитрий Анатольевич (9 июля 2014 г., № 589/2014 — 31 августа 2018 г., № 265/2018)
- Грынив Игорь Алексеевич (10 июля 2014 г., № 590/2014 — 17 ноября 2014 г, № 881/2014)
- Филатов Алексей Валерьевич (22 июля 2014 г., № 610/2014 — 11 мая 2019 г., № 215/2019)[12]
- Райнин Игорь Львович (17 ноября 2014 г., № 882/2014 — 3 февраля 2015 г., № 53/2015)
- Павленко Ростислав Николаевич (26 декабря 2014 г., № 960/2014 — 30 июля 2018 г., № 220/2018)
- Таранов Андрей Иванович (26 декабря 2014 г., № 961/2014 — 18 сентября 2016 г., погиб)
- Днепров Алексей Сергеевич (3 февраля 2015 г., № 54/2015 — 29 апреля 2016 г., № 187/2016)
- Елисеев Константин Петрович (15 июля 2015 г., № 425/2015 — 16 мая 2019 г., № 231/2019)
- Данилюк Александр Александрович (25 сентября 2015 г., № 562/2015 — 14 апреля 2016 г., № 155/2016)
- Марченко Сергей Михайлович (31 августа 2018 г., № 266/2018 — 19 мая 2019 г., № 293/2019)
- Костюк Юрий Юрьевич (с 21 мая 2019 г., № 307/2019)
- Рябошапка Руслан Георгиевич (21 мая 2019 г., № 308/2019 — 29 августа 2019 г., № 637/2019)
- Тимошенко Кирилл Владленович (с 21 мая 2019 г., № 310/2019)
- Пристайко Вадим Владимирович (22 мая 2019 г., № 317/2019 — 29 августа 2019 г., № 633/2019)
- Гончарук Алексей Валерьевич (28 мая 2019 г., № 328/2019 — 29 августа 2019 г., № 631/2019)
- Коваленко Анна Николаевна (4 сентября 2019 г., № 653/2019 — 22 апреля 2020 г., № 152/2020)
- Смирнов Андрей Александрович (с 10 сентября 2019 г., № 675/2019)
- Жовква Игорь Иванович (с 10 сентября 2019 г., № 676/2019)
- Ковалив Юлия Игоревна (с 20 сентября 2019 г., № 714/2019)
- Соколовская Юлия Сергеевна (с 12 марта 2020 г., № 78/2020)
- Машовец Роман Васильевич (с 22 апреля 2020 г., № 153/2020)
- Татаров Олег Юрьевич (с 5 августа 2020 г., № 310/2020)

### Государственный секретарь Украины и его заместители (2005 г.)
Государственный секретарь Украины
- Зинченко Александр Алексеевич (24 января 2005 г., № 108/2005 — 5 сентября 2005 г., № 1227/2005[13])
- Рыбачук Олег Борисович (7 сентября 2005 г., № 1230/2005 — 22 сентября 2005 г., № 1314/2005)

Первые заместители Государственного секретаря Украины
- Кремень Василий Григорьевич (9 февраля 2005 г., № 49/2005-рп — 17 марта 2005 г., № 786/2005-рп)
- Моцик Александр Федорович (11 февраля 2005 г., № 53/2005-рп — 30 декабря 2005 г., № 1306/2005-рп)
- Васюник Иван Васильевич (17 марта 2005 г., № 490/2005 — 22 сентября 2005 г., № 1316/2005)

Заместители Государственного секретаря Украины
- Соболев Борис Владимирович (9 февраля 2005 г., № 50/2005-рп — 9 декабря 2005 г., № 1273/2005-рп)
- Лубкивский Маркиян Романович (19 марта 2005 г., № 807/2005-рп — 20 декабря 2005 г., № 1294/2005-рп)

### Председатель Секретариата президента Украины и его заместители (2005 г.)
Председатель Секретариата президента Украины
- Рыбачук Олег Борисович (22 сентября 2005 г., № 1315/2005 — 14 октября 2005 г., № 1443/2005)

Первый заместитель председателя Секретариата президента Украины
- Васюник Иван Васильевич (22 сентября 2005 г., № 1317/2005 — 14 октября 2005 г., № 1444/2005)

Заместитель председателя Секретариата президента Украины
- Перехода Иван Васильевич (3 октября 2005 г., № 1406/2005 — 26 июня 2006 г., № 580/2006)

### Глава Секретариата президента Украины и его заместители (2005—2010 гг.)
Глава Секретариата президента Украины
- Рыбачук Олег Борисович (14 октября 2005 г., № 1445/2005 — 15 сентября 2006 г., № 757/2006)
- Балога Виктор Иванович (15 сентября 2006 г., № 758/2006 — 19 мая 2009 г., № 337/2009)
- Ульянченко Вера Ивановна (19 мая 2009 г., № 339/2009 — 24 февраля 2010 г., № 236/2010)

Первые заместители главы Секретариата президента Украины
- Васюник Иван Васильевич (14 октября 2005 г., № 1445/2005 — 19 декабря 2007 г., № 1241/2007)
- Яценюк Арсений Петрович, Первый заместитель главы Секретариата президента Украины — представитель президента Украины в Кабинете Министров Украины (20 сентября 2006 г., № 765/2006 — 21 марта 2007 г., № 230/2007)
- Шлапак Александр Витальевич, Первый заместитель главы Секретариата президента Украины — представитель президента Украины в Кабинете Министров Украины (23 марта 2007 г., № 239/2007 — 24 февраля 2010 г., № 237/2010)
- Ехануров Юрий Иванович (14 июля 2009 г., № 541/2009 — 24 февраля 2010 г., № 245/2010)

Заместители главы Секретариата президента Украины
- Матвиенко Анатолий Сергеевич (18 ноября 2005 г., № 1614/2005 — 17 мая 2006 г., № 404/2006)
- Перехода Иван Васильевич, заместитель главы Секретариата президента Украины (26 июня 2006 г., № 581/2006 — 24 декабря 2007 г., № 1245/2007; 31 января 2008 г., № 74/2008 — 24 февраля 2010 г., № 235/2010), заместитель главы Секретариата президента Украины — представитель президента Украины в Верховной Раде Украины (24 декабря 2007 г., № 1245/2007 — 31 января 2008 г., № 74/2008)
- Бондарь Виктор Васильевич (20 сентября 2006 г., № 764/2006 — 3 сентября 2007 г., № 813/2007)
- Чалый Александр Александрович (21 сентября 2006 г., № 776/2006 — 3 сентября 2008 г., № 801/2008)
- Пукшин Игорь Гелярович, заместитель главы Секретариата президента Украины (13 октября 2006 г., № 869/2006 — 9 ноября 2007 г., № 1081/2007), заместитель главы Секретариата президента Украины — Уполномоченный президента Украины по вопросам контроля за деятельностью Службы безопасности Украины (9 ноября 2007 г., № 1081/2007 — 26 мая 2009 г., № 362/2009)
- Бессмертный Роман Петрович (4 апреля 2007 г., № 267/2007 — 27 мая 2009 г., № 368/2009)
- Ставнийчук Марина Ивановна, заместитель главы Секретариата президента Украины — представитель президента Украины в Конституционном Суде Украины (6 июня 2007 г., № 508/2007 — 3 марта 2010 г., № 283/2010)
- Кислинский Андрей Николаевич (19 сентября 2007 г., № 893/2007 — 15 июня 2009 г., № 437/2009)
- Богуцкий Юрий Петрович (24 декабря 2007 г., № 1248/2007 — 19 марта 2010 г., № 392/2010)
- Слюсаренко Оксана Александровна, заместитель главы Секретариата президента Украины — представитель президента Украины в Верховной Раде Украины (31 января 2008 г., № 75/2008 — 6 октября 2008 г., № 906/2008)
- Гончарук Андрей Иванович (27 марта 2008 г., № 271/2008 — 31 марта 2010 г., № 457/2010)
- Олейник Петр Михайлович, заместитель главы Секретариата президента Украины — представитель президента Украины в Верховной Раде Украины (1 декабря 2008 г., № 1131/2008 — 12 января 2009 г., № 16/2009)
- Попов Игорь Владимирович, заместитель главы Секретариата президента Украины — представитель президента Украины в Верховной Раде Украины (24 марта 2009 г., № 182/2009 — 24 февраля 2010 г., № 238/2010)
- Руденко Валентина Степановна (15 июня 2009 г., № 438/2009 — 24 февраля 2010 г., № 239/2010)
- Шатковский Петр Николаевич, заместитель главы Секретариата президента Украины — уполномоченный президента Украины по вопросам контроля за деятельностью Службы безопасности Украины (13 июля 2009 г., № 536/2009 — 21 мая 2010 г., № 632/2010)

## Представители президента Украины
После даты назначения или освобождения от должности стоит номер соответствующего указа или распоряжения президента Украины.

### в Верховной Раде Украины
Постоянный представитель президента Украины в Верховной Раде Украины
- Мусияка Виктор Лаврентьевич (23 ноября 1995 г., № 1086/95 — 26 июля 1996 г., № 598/96)
- Шаров Игорь Федорович (12 октября 1996 г., № 939/96 — 14 января 1997 г., № 15/97)
- Бессмертный Роман Петрович (14 января 1997 г., № 16/97 — 11 октября 1999 г., № 1315/99; 24 декабря 1999 г., № 1615/99[14] — 15 апреля 2002 г., № 336/2002)
- Задорожный Александр Викторович (19 апреля 2002 г., № 360/2002[14] — 22 января 2005 г., № 96/2005)
- Соболев Сергей Владиславович (3 марта 2005 г., № 415/2005 — 22 сентября 2005 г., № 1313/2005)

Представитель президента Украины в Верховной Раде Украины
- Ключковский Юрий Богданович (1 ноября 2005 г., № 1525/2005 — 11 ноября 2006 г., № 953/2006)
- Зварич Роман Михайлович (11 ноября 2006 г., № 954/2006 — 6 августа 2007 г., № 696/2007)
- Перехода Иван Васильевич, заместитель главы Секретариата президента Украины — представитель президента Украины в Верховной Раде Украины (24 декабря 2007 г., № 1245/2007 — 31 января 2008 г., № 74/2008)
- Слюсаренко Оксана Александровна, заместитель главы Секретариата президента Украины — представитель президента Украины в Верховной Раде Украины (31 января 2008 г., № 75/2008 — 6 октября 2008 г., № 906/2008)
- Олейник Петр Михайлович, заместитель главы Секретариата президента Украины — представитель президента Украины в Верховной Раде Украины (1 декабря 2008 г., № 1131/2008 — 12 января 2009 г., № 16/2009)
- Попов Игорь Владимирович, заместитель главы Секретариата президента Украины — представитель президента Украины в Верховной Раде Украины (24 марта 2009 г., № 182/2009 — 24 февраля 2010 г., № 238/2010)
- Мирошниченко Юрий Романович (23 марта 2010 г., № 437/2010[14] — 24 февраля 2014 г., № 126/2014)
- Князевич Руслан Петрович (17 июня 2014 г., № 530/2014[14] — 15 января 2015 г., № 18/2015)
- Кубив Степан Иванович (15 января 2015 г., № 19/2015[14] — 15 апреля 2016 г., № 158/2016)
- Луценко Ирина Степановна (3 апреля 2017 г., № 97/2017 — 17 мая 2019 г., № 254/2019)
- Стефанчук Руслан Алексеевич,  советник президента Украины — представитель президента Украины в Верховной Раде Украины (с 21 мая 2019 г., № 312/2019)

### в Конституционном Суде Украины
Постоянный представитель президента Украины в Конституционном Суде Украины
- Носов Владислав Васильевич (25 мая 1998 г., № 509/98 — 22 января 2005 г., № 99/2005)

Представитель президента Украины в Конституционном Суде Украины
- Шаповал Владимир Николаевич (21 октября 2005 г., № 1504/2005 — 2 июня 2007 г., № 495/2007)
- Ставнийчук Марина Ивановна, заместитель главы Секретариата президента Украины — представитель президента Украины в Конституционном Суде Украины (6 июня 2007 г., № 508/2007 — 3 марта 2010 г., № 283/2010)
- Лукаш Елена Леонидовна, Первый заместитель Главы Администрации президента Украины — представитель президента Украины в Конституционном Суде Украины (4 марта 2010 г., № 289/2010 — 5 апреля 2011 г., № 354/2011), советник президента Украины — представитель президента Украины в Конституционном Суде Украины (5 апреля 2011 г., № 367/2011 — 24 декабря 2012 г., № 725/2012), представитель президента Украины в Конституционном Суде Украины[15] (29 декабря 2012 г., № 768/2012 — 7 марта 2014 г., № 263/2014)
- Вениславский Фёдор Владимирович (с 3 июня 2019 г., № 351/2019)

### в Кабинете министров Украины
Постоянный представитель президента Украины в Кабинете министров Украины
- Лановой Владимир Тимофеевич, Постоянный представитель президента Украины в Кабинете министров Украины (15 марта 2000 г., № 465/2000 — 11 мая 2002 г., № 447/2002), советник президента Украины — Постоянный представитель президента Украины в Кабинете министров Украины (март 2005 г. — 19 декабря 2005 г., № 1793/2005)

Представитель президента Украины в Кабинете министров Украины
- Лановой Владимир Тимофеевич (19 декабря 2005 г., № 1794/2005 — 16 мая 2006 г., № 393/2006)
- Яценюк Арсений Петрович, Первый заместитель Главы Секретариата президента Украины — представитель президента Украины в Кабинете министров Украины (20 сентября 2006 г., № 765/2006 — 21 марта 2007 г., № 230/2007)
- Шлапак Александр Витальевич, Первый заместитель главы Секретариата президента Украины — представитель президента Украины в Кабинете министров Украины (23 марта 2007 г., № 239/2007 — 24 февраля 2010 г., № 237/2010)
- Акимова Ирина Михайловна, Первый заместитель главы Администрации президента Украины — представитель президента Украины в Кабинете министров Украины (16 марта 2010 г., № 353/2010 — Указом президента Украины от 24 января 2014 г., № 37/2014 освобождена от должности Первого заместителя главы Администрации президента Украины), советник президента Украины — представитель президента Украины в Кабинете министров Украины (24 января 2014 г., № 41/2014 — Указом президента Украины от 24 февраля 2014 г. № 94/2014 освобождена от исполнения обязанностей представителя президента Украины в Кабинете министров Украины)
- Данилюк Александр Александрович (17 июля 2014 г., № 598/2014 — 14 апреля 2016 г., № 156/2016)
- Ковальчук Виталий Анатольевич (11 мая 2016 г., № 204/2016 — 19 мая 2019 г., № 294/2019)
- Герус Андрей Михайлович (22 мая 2019 г., № 314/2019 — 11 ноября 2019 г., № 838/2019)
- Перевезенцев Алексей Юрьевич (11 ноября 2019 г., № 839/2019 — 14 апреля 2020 г., № 139/2020)
- Кладиев Владимир Николаевич (с 14 апреля 2020 г., № 140/2020)

### На Чернобыльской АЭС
Постоянный представитель президента Украины на Чернобыльской АЭС
- Антропов Александр Степанович (25 апреля 2001 г., № 281/2001[16] — 22 января 2005 г., № 98/2005)

Представитель президента Украины на Чернобыльской АЭС
- Парашин Сергей Константинович (19 февраля 2007 г., № 121/2007 — 4 июля 2007 г., № 589/2007)

## Уполномоченные президента Украины
После даты назначения или освобождения от должности стоит номер соответствующего указа или распоряжения Президента Украины.
Уполномоченный президента Украины по вопросам контроля за деятельностью Службы безопасности Украины
- Буяльский Владимир Федорович (22 октября 1998 г., № 1172/98 — 24 января 2000 г., № 32/2000-рп)
- Нагирняк Сергей Николаевич (13 февраля 1999 г., № 22/99-рп — 24 января 2000 г., № 33/200-рп)
- Бородин Владимир Николаевич (7 марта 2001 г., № 160/2001 — 22 января 2005 г., № 100/2005)[17][18][19]
- Тимошенко Владимир Андреевич (28 февраля 2007 г., № 162/2007 — 16 ноября 2007 г., № 1111/2007)
- Пукшин Игорь Гелярович, заместитель главы Секретариата президента Украины — уполномоченный президента Украины по вопросам контроля за деятельностью Службы безопасности Украины (9 ноября 2007 г., № 1081/2007 — 26 мая 2009 г., № 362/2009)
- Шатковский Петр Николаевич, заместитель главы Секретариата президента Украины — уполномоченный президента Украины по вопросам контроля за деятельностью Службы безопасности Украины (13 июля 2009 г., № 536/2009 — 21 мая 2010 г., № 632/2010)
- Обаль Алексей Михайлович (16 июля 2010 г., № 776/2010 — 7 декабря 2012 г., № 687/2012)
- Ганжа Сергей Валентинович (7 декабря 2012 г., № 692/2012 — 3 апреля 2013 г., № 186/2013)
- Полях Анатолий Михайлович (3 апреля 2014 г., № 364/2014 — 3 марта 2017 г., № 53/2017)
- Ярмак Дмитрий Борисович (24 апреля 2017 г., № 115/2017 — 18 мая 2019 г., № 279/2019)
- Семенченко Роман Юрьевич (с 11 октября 2019 г., № 744/2019)

Уполномоченный президента Украины по вопросам административной реформы
- Ехануров Юрий Иванович (ноябрь 2001 г. — 17 апреля 2002 г., № 344/2002)

Уполномоченный президента Украины по международным вопросам энергетической безопасности
- Соколовский Богдан Иванович (23 января 2008 г., № 47/2008 — 21 июля 2009 г., № 561/2009)

Уполномоченный президента Украины по вопросам безопасности мероприятий и по проведению на Украине финальной части чемпионата Европы 2012 года по футболу
- Фатхутдинов Василий Гайнулович (31 июля 2009 г., № 585/2009 — 27 апреля 2010 г., № 583/2010)

Уполномоченный президента Украины по правам ребёнка
- Павленко Юрий Алексеевич (11 августа 2011 г., № 812/2011 — 24 февраля 2014 г., № 104/2014)
- Кулеба Николай Николаевич (18 декабря 2014 г., № 941/2014 — 19 мая 2019 г., № 290/2019; с 1 июня 2019 г., № 348/2019)

Уполномоченный президента Украины по мирному урегулированию ситуации в Донецкой и Луганской областях
- Геращенко Ирина Владимировна (17 июня 2014 г., № 533/2014[20] — 17 мая 2019 г., № 253/2019)

Уполномоченный президента Украины по делам крымскотатарского народа
- Джемилев, Мустафа (20 августа 2014 г., № 657/2014 — 18 мая 2019 г., № 278/2019)

Уполномоченный президента Украины по земельным вопросам
- Лещенко Роман Николаевич (с 1 октября 2019 г., № 727/2019)

Уполномоченный президента Украины по вопросам волонтёрской деятельности
- Пушкарёва Наталья Антоновна (с 4 декабря 2019 г., № 879/2019)

## Пресс-секретари президента Украины
После даты назначения или освобождения от должности стоит номер соответствующего указа или распоряжения президента Украины.
- Шляпошников Владимир Иосифович (13 декабря 1991 г., № 5[8] — ?)
- Дорошенко Михаил Иванович, пресс-секретарь президента Украины — руководитель Пресс-службы президента Украины (30 июля 1994 г., № 78/94-рп — 22 сентября 1995 г., № 235/95-рп)
- Марков Дмитрий Ефимович, пресс-секретарь президента Украины — руководитель Пресс-службы президента Украины (22 сентября 1995 г., № 236/95-рп, переназначен 28 декабря 1996 г., № 682/96-рп — 13 апреля 1998 г., № 80/98-рп)
- Майданник Александр Иванович, пресс-секретарь президента Украины — руководитель Пресс-службы президента Украины (23 марта 1998 г., № 66/98-рп — 3 ноября 1998 г., № 537/98-рп)
- Мартыненко Александр Владленович, заместитель главы Администрации президента Украины — пресс-секретарь президента Украины (3 ноября 1998 г., № 538/98-рп — 24 января 2000 г., № 46/2000-рп), пресс-секретарь президента Украины (24 января 2000 г., № 47/2000-рп — 3 октября 2001 г., № 258/2001-рп)
- Сторожук Игорь Анатольевич, пресс-секретарь президента Украины — руководитель Управления информации и связей с общественностью Администрации президента Украины (3 октября 2001 г., № 261/2001-рп — 19 ноября 2001 г., № 330/2001-рп)
- Громницкая Елена Анатольевна (апрель 2002 г. — 22 января 2005 г., № 31/2005-рп)
- Геращенко Ирина Владимировна (11 февраля 2005 г., № 54/2005-рп — 21 ноября 2005 г., № 1232/2005-рп; 21 ноября 2005 г., № 1233/2005-рп — 25 сентября 2006 г., № 332/2006-рп)
- Ванникова Ирина Валерьевна (29 сентября 2006 г., № 799/2006 — 24 февраля 2010 г., № 242/2010)
- Чепак Дарья Александровна (17 марта 2011 г., № 313/2011 — 25 января 2014 г., № 50/2014)
- Цеголко Святослав Петрович (10 июня 2014 г., № 524/2014 — 17 мая 2019 г., № 265/2019)
- Мендель Юлия Владимировна (с 3 июня 2019 г., № 350/2019)

## Советники президента Украины
После даты назначения или освобождения от должности стоит номер соответствующего указа или распоряжения президента Украины. В официальном наименовании должности слово «советник» в разное время указывалось со строчной или с прописной буквы. Некоторые советники освобождались от должности уже новым вступившим в должность президентом.

### Советники президента Л. М. Кравчука
- Бутейко Антон Денисович, советник президента Украины — руководитель службы президента Украины по международным вопросам (31 декабря 1991 г., № 17[8] — 7 ноября 1992 г.)[21]
- Вакуленко Василий Фёдорович, советник президента Украины — начальник Службы безопасности Президента Украины (31 декабря 1991 г. — 7 ноября 1992 г.)[21]
- Матвиенко Валерий Яковлевич, советник президента Украины — руководитель информационно-аналитической службы президента Украины (31 декабря 1991 г. — 7 ноября 1992 г.)[21]
- Михальченко Николай Иванович, советник президента Украины — руководитель службы президента Украины по связям с общественными, политическими организациями и движениями (31 декабря 1991 г. — 7 ноября 1992 г.)[21]
- Науменко Владимир Иванович, советник президента Украины — руководитель экономической службы президента Украины (31 декабря 1991 г. — 7 ноября 1992 г.)[21]
- Тимченко Иван Артемович, советник президента Украины — руководитель юридической службы президента Украины (31 декабря 1991 г. — 7 ноября 1992 г.)[21]
- Шляпошников Владимир Иосифович, пресс-секретарь — руководитель пресс-службы президента Украины (31 декабря 1991 г. — 7 ноября 1992 г.)[21]
- Руденко Василий Николаевич, советник президента Украины — руководитель службы президента Украины по вопросам территорий (6 апреля 1992 г., № 50[8] — 7 ноября 1992 г.)[21]
- Симоненко Валентин Константинович, советник президента Украины по социально-экономическим вопросам (7 ноября 1992 г., № 551/92 — 7 сентября 1994 г., № 394/94 от 14 июля 1994 г.)
- Слепичев Олег Иванович, советник президента Украины по внешнеэкономическим вопросам (7 ноября 1992 г., № 553/92 — 30 сентября 1993 г., № 413/93)
- Емельянов Александр Сергеевич, советник президента Украины по вопросам науки (7 ноября 1992 г., № 554/92 — 17 июня 1993 г., № 216/93)
- Емец Александр Иванович, советник президента Украины по политико-правовым вопросам (7 ноября 1992 г., № 555/92 — 26 апреля 1993 г., № 143/93)
- Селиванов Владимир Николаевич, советник президента Украины по вопросам национальной безопасности — секретарь Совета национальной безопасности при президенте Украины (19 ноября 1992 г., № 570/92 — 19 апреля 1993 г., № 135/93)
- Ткачук Зиновий Юрьевич, советник президента Украины по вопросам агропромышленного комплекса (6 октября 1993 г., № 421/93 — 17 августа 1994 г., № 444/94)
- Подолев Игорь Валентинович, советник президента Украины по кредитно-финансовым вопросам (7 октября 1993 г., № 425/93 — 11 октября 1994 г., № 586/94)
- Кравченко Валерий Александрович, советник президента Украины по внешнеэкономическим вопросам (7 октября 1993 г., № 426/93 — 22 октября 1994 г., № 633/94)
- Маркулов Игорь Романович, советник президента Украины по вопросам рыночной экономики (7 октября 1993 г., № 433/93 — 11 ноября 1993 г., № 520/93)
- Баскаков Юрий Георгиевич, советник президента Украины по вопросам рыночной экономики (11 ноября 1993 г., № 520/93 — 27 июля 1994 г., № 413/94)
- Герасимов Иван Александрович, председатель Комитета по делам ветеранов — советник президента Украины по делам ветеранов (23 мая 1994 г., № 246/94 — 27 ноября 1997 г., № 1309/97)

### Внештатные советники президента Л. М. Кравчука
Распоряжениями президента Украины от 16 августа 1993 г. № 90, от 15 января 1994 г. № 2/94-рп и от 12 мая 1994 г. № 37/94-рп были назначены внештатные советники президента Украины. Эти распоряжения не были опубликованы (Распоряжением президента Украины от 15 января 1994 г. № 2/94-рп внештатными советниками были назначены Грозицкий, Козаченко, Ситник и Чулаков), все утратили силу Распоряжением президента Украины от 28 сентября 1994 г. № 134/94-рп.
- Емельянов Александр Сергеевич, советник президента Украины по вопросам предпринимательства (17 июня 1993 г., № 63/93-рп — 28 сентября 1994 г., № 134/94-рп)

### Советники президента Л. Д. Кучмы
- Гальчинский Анатолий Степанович, советник президента Украины по вопросам макроэкономики (15 августа 1994 г., № 438/94 — 31 января 1996 г., № 101/96), советник президента Украины[22]/Советник президента Украины — директор Национального института стратегических исследований (31 июля 1997 г., № 761/97 — 22 января 2005 г., № 94/2005)
- Гринев Владимир Борисович, советник президента Украины по вопросам региональной политики (20 сентября 1994 г., № 536/94 — 12 мая 1998 г., № 461/98)
- Выдрин Дмитрий Игнатьевич, советник президента Украины по вопросам внутренней политики (14 октября 1994 г., № 599/94 — 15 февраля 1996 г., № 131/96)
- Горбулин Владимир Павлович, секретарь Совета национальной безопасности при президенте Украины — советник президента Украины по вопросам национальной безопасности (17 октября 1994 г., № 613/94 — 30 августа 1996 г., № 773/96), советник президента Украины (23 ноября 1999 г., № 1486/99 — 9 октября 2000 г., № 1122/2000)
- Карасик Юрий Михайлович, советник президента Украины по вопросам агропромышленной политики (3 августа 1995 г., № 700/95 — 7 июня 1996 г., № 407/96)
- Лановой Владимир Тимофеевич, советник президента Украины по вопросам экономической политики (8 мая 1996 г., № 318/96 — 22 июня 1999 г., № 696/99)
- Бурчак Федор Глебович, советник президента Украины по вопросам правовой политики (3 июля 1996 г., № 505/96 — умер 22 февраля 2001 г.)
- Шепа Василий Васильевич, советник президента Украины по вопросам агропромышленной политики (3 июля 1996 г., № 506/96 — 14 мая 1997 г., № 430/97), советник президента Украины (19 сентября 1997 г., № 1045/97 — 7 мая 1998 г., № 419/98)
- Шаров Игорь Федорович (21 января 1997 г., № 61/97 — 22 января 2005 г., № 88/2005)
- Малев Валерий Иванович (19 июня 1997 г., № 562/97 — 29 апреля 1998 г., № 388/98)
- Цуркан Никита Всеволодович (16 сентября 1997 г., № 1026/97 — 27 мая 1998 г., № 533/98)
- Табачник Дмитрий Владимирович (30 сентября 1997 г., № 1071/97 — 7 мая 1998 г., № 418/98)
- Теличко Владислав Иванович, советник президента Украины по вопросам региональной политики (6 июля 1998 г., № 745/98 — 3 февраля 1999 г., № 116/99)
- Громовой Михаил Филиппович (2 октября 1998 г., № 1107/98 — 9 декабря 1999 г., № 1539/99)
- Соскин Олег Игоревич (октябрь 1998 г. — 24 января 2000 г., № 93/2000)
- Щербак Юрий Николаевич (23 ноября 1998 г., № 1299/98 — 9 марта 2000 г., № 408/2000)
- Залудяк Николай Иванович (30 декабря 1998 г., № 1417/98 — 22 октября 1999 г., № 1370/99)
- Мигдеев Александр Васильевич (27 апреля 1999 г., № 455/99 — 14 сентября 2000 г., № 1062/2000)
- Масол Виталий Андреевич (3 августа 1999 г., № 959/99 — 24 января 2000 г., № 94/2000)
- Смолий Валерий Андреевич (18 августа 1999 г., № 1011/99 — 22 января 2005 г., № 87/2005)
- Мазур Валерий Леонидович (23 сентября 1999 г., № 1211/99 — 24 января 2000 г., № 95/2000)
- Куратченко Владимир Александрович (4 ноября 1999 г., № 1442/99 — 2 декабря 1999 г., № 1522/99)
- Пустовойтенко Валерий Павлович (11 декабря 2000 г., № 1326/2000 — 9 июня 2001 г., № 417/2001)
- Куницын Сергей Владимирович (24 июля 2001 г., № 543/2001 — апрель 2002 г.)
- Фиалко Андрей Александрович (19 ноября 2001 г., № 1116/2001 — 22 января 2005 г., № 90/2005)
- Вербицкий Александр Евгеньевич (1 декабря 2001 г., № 1163/2001 — 14 июля 2002 г.)
- Колинько Ольга Михайловна (27 декабря 2001 г., № 1264/2001 — 26 ноября 2003 г., № 1346/2003)
- Новицкий Владимир Станиславович (май 2002 г. — 12 ноября 2003 г., № 1289/2003)
- Климчук Борис Петрович (12 июня 2002 г., № 538/2002 — 21 февраля 2004 г., № 213/2004)
- Герасименко Эльвира Георгиевна, советник президента Украины — исполняющая обязанности руководителя Главного государственно-правового управления Администрации президента Украины (не позднее октября 2002 г. — 22 января 2005 г., № 78/2005)
- Балюк Анатолий Иванович (15 ноября 2002 г., № 1047/2002 — 24 июня 2004 г., № 686/2004)
- Дубина Олег Викторович (27 декабря 2002 г., № 1230/2002 — 15 сентября 2003 г., № 1041/2003)
- Москаленко Виталий Федорович (декабрь 2002 г. — 1 августа 2003 г., № 788/2003)
- Юшко Игорь Олегович (11 февраля 2003 г., № 101/2003 — 22 января 2005 г., № 91/2005)
- Роговой Василий Васильевич (18 февраля 2003 г., № 135/2003 — 24 июня 2004 г., № 679/2004)
- Максюта Анатолий Аркадьевич (28 марта 2003 г., № 284/2003 — 22 января 2005 г., № 89/2005)
- Швец Николай Антонович (12 августа 2003 г., № 827/2003[23] — 22 января 2005 г., № 103/2005)
- Смирнов Юрий Александрович (27 августа 2003 г., № 911/2003 — 19 ноября 2004 г., № 1432/2004)
- Зленко Анатолий Максимович, советник президента Украины по специальным международным вопросам (15 октября 2003 г., № 1183/2003 — 22 января 2005 г., № 93/2005)
- Семиноженко Владимир Петрович (13 ноября 2003 г., № 1307/2003 — 22 января 2005 г., № 92/2005)
- Корнякова Татьяна Всеволодовна (24 марта 2004 г., № 361/2004 — 20 декабря 2004 г., № 1503/2004)
- Чернявский Георгий Владимирович (22 января 2005 г., № 101/2005 — 26 августа 2005 г., № 1215/2005)

### Внештатные советники президента Л. Д. Кучмы
- Бородюк Владимир Михайлович, советник президента Украины по вопросам экономической политики (13 сентября 1994 г., № 524/94 — 12 января 2000 г., № 43/2000)
- Геец Валерий Михайлович, советник президента Украины по вопросам экономической политики (13 сентября 1994 г., № 524/94 — 12 января 2000 г., № 43/2000), советник президента Украины (декабрь 2002 г. — 22 января 2005 г., № 81/2005)
- Мирошников Петр Владимирович, советник президента Украины по вопросам экономической политики (13 сентября 1994 г., № 524/94 — 5 мая 1997 г., № 377/97)
- Михалевич Владимир Сергеевич, советник президента Украины по вопросам экономической политики (13 сентября 1994 г., № 524/94 — умер 16 декабря 1994 г.)
- Пахомов Юрий Николаевич, советник президента Украины по вопросам экономической политики (13 сентября 1994 г., № 524/94 — 5 мая 1997 г., № 377/97)
- Пасхавер Александр Иосифович, советник президента Украины по вопросам экономической политики (13 сентября 1994 г., № 524/94 — 12 января 2000 г., № 43/2000)
- Пинзеник Виктор Михайлович, советник президента Украины по вопросам экономической политики (13 сентября 1994 г., № 524/94 — 12 января 2000 г., № 43/2000)
- Саблук Петр Трофимович, советник президента Украины по вопросам экономической политики (13 сентября 1994 г., № 524/94 — ?), советник президента Украины по вопросам агропромышленного комплекса (16 марта 1996 г., № 59/96-рп — 12 января 2000 г., № 43/2000)
- Черевань Владимир Павлович, советник президента Украины по вопросам экономической политики (13 сентября 1994 г., № 524/94 — 12 января 2000 г., № 43/2000)
- Иоффе Юлий Яковлевич, советник президента Украины по вопросам топливно-энергетического комплекса (19 ноября 1994 г., № 696/94 — 12 января 2000 г., № 43/2000)
- Шибко Виталий Яковлевич, советник президента Украины по вопросам науки и образования (5 января 1995 г., № 25/95 — 5 мая 1997 г., № 378/97)
- Барьяхтар Виктор Григорьевич, советник президента Украины по вопросам ядерной политики (9 марта 1995 г., № 192/95 — 12 января 2000 г., № 43/2000)
- Вышиванюк Михаил Васильевич, советник президента Украины по аграрным вопросам (13 марта 1995 г., № 53/95-рп — 5 мая 1997 г., № 191/97-рп)
- Чулаков Евгений Родионович, советник президента Украины по аграрным вопросам (13 марта 1995 г., № 53/95-рп — 12 января 2000 г., № 43/2000)
- Горбатов Валерий Миронович, советник президента Украины по вопросам региональной политики (30 января 1996 г., № 22/96-рп — 12 января 2000 г., № 43/2000)
- Тронько Петр Тимофеевич, советник президента Украины по вопросам историко-культурного наследия (31 января 1996 г., № 25/96-рп — 12 января 2000 г., № 43/2000)
- Кузнецов Владимир Алексеевич, советник президента Украины по вопросам инвестиционной политики (22 августа 1996 г., № 734/96 — 12 января 2000 г., № 43/2000)
- Кинах Анатолий Кириллович, советник президента Украины по вопросам промышленной политики (25 сентября 1996 г., № 871/96 — 12 января 2000 г., № 43/2000)
- Коломойцев Валерий Эдуардович, советник президента Украины по вопросам приватизации и инвестиций (4 октября 1996 г., № 922/96 — 27 мая 1999 г., № 575/99)
- Медведчук Виктор Владимирович, советник президента Украины по вопросам налоговой политики (10 октября 1996 г., № 934/96 — 12 января 2000 г., № 43/2000)
- Школьник Леонид Семенович (24 января 1997 г., № 47/97-рп — 12 января 2000 г., № 43/2000)
- Емец Александр Иванович, советник президента Украины по политико-правовым вопросам — секретарь Политического совета при президенте Украины (19 февраля 1997 г., № 163/97 — 25 сентября 1998 г., № 1064/98)
- Рыбчинский Юрий Евгеньевич (21 апреля 1997 г., № 358/97 — 12 января 2000 г., № 43/2000)
- Бакай Игорь Михайлович (23 апреля 1997 г., № 368/97 — 12 января 2000 г., № 43/2000)
- Черновецкий Леонид Михайлович (23 апреля 1997 г., № 369/97 — 12 января 2000 г., № 43/2000)
- Курас Иван Федорович (11 сентября 1997 г., № 1008/97 — 12 января 2000 г., № 43/2000)
- Белоус Артур Александрович (27 октября 1997 г., № 1203/97 — 21 мая 1999 г., № 546/99)
- Костицкий Василий Васильевич (28 октября 1997 г., № 1204/97 — 12 января 2000 г., № 43/2000)
- Зубец Михаил Васильевич (13 февраля 1998 г., № 115/98 — 12 января 2000 г., № 43/2000)
- Боровик Александр Григорьевич (28 мая 1998 г., № 561/98 — 12 января 2000 г., № 43/2000)
- Цуркан Никита Всеволодович (3 июня 1998 г., № 592/98 — 12 января 2000 г., № 43/2000)
- Червоненко Евгений Альфредович (июль 1998 г. — 12 января 2000 г., № 43/2000)
- Волков Александр Михайлович (сентябрь 1998 г. — 12 января 2000 г., № 43/2000)
- Кушнарёв Евгений Петрович (23 ноября 1998 г., № 1298/98 — 12 января 2000 г., № 43/2000)
- Яценко Олег Владимирович (1998 г. — 12 января 2000 г., № 43/2000)
- Москаленко Анатолий Захарович (15 февраля 1999 г., № 28/99-рп — умер 16 ноября 1999 г.)
- Литвак Олег Михайлович (9 июня 1999 г., № 634/99 — 12 января 2000 г., № 43/2000)
- Болденков Виктор Иванович (15 июля 1999 г., № 867/99 — 12 января 2000 г., № 43/2000)
- Коцеруба Анатолий Яковлевич (6 сентября 1999 г., № 1122/99 — 12 января 2000 г., № 43/2000)
- Борзых Александр Иванович (14 сентября 1999 г., № 1165/99 — 12 января 2000 г., № 43/2000)
- Рябика Владимир Леонидович (15 сентября 1999 г., № 1178/99 — 12 января 2000 г., № 43/2000)
- Андреев Юрий Борисович (25 октября 1999 г., № 1388/99 — 12 января 2000 г., № 43/2000)
- Осыка Сергей Григорьевич (1999 г. — 22 января 2005 г., № 83/2005)
- Пинчук Виктор Михайлович (1999 г. — 12 января 2000 г., № 43/2000)
- Мазараки Анатолий Антонович (? — 12 января 2000 г., № 43/2000)
- Толстоухов Анатолий Владимирович (не позднее декабря 2001 г. — 22 января 2005 г., № 84/2005)
- Каденюк Леонид Константинович (декабрь 2002 г. — 22 января 2005 г., № 85/2005)
- Кузьмук Александр Иванович (2004 г. — 14 июня 2006 г., № 520/2006)
- Карпов Александр Николаевич (? — 22 января 2005 г., № 82/2005)

### Советники президента В. А. Ющенко
- Гришко Владимир Данилович (9 февраля 2005 г., № 213/2005 — 16 февраля 2006 г., № 135/2006; 30 октября 2006 г., № 905/2006 — 7 ноября 2008 г., № 1009/2008)
- Ищенко Александр Михайлович (3 марта 2005 г., № 414/2005 — 30 декабря 2005 г., № 1872/2005)
- Козаченко Леонид Петрович (5 марта 2005 г., № 433/2005 — 17 февраля 2006 г., № 137/2006)
- Горбулин Владимир Павлович, советник президента Украины (5 марта 2005 г., № 434/2005 — 21 ноября 2005 г., № 1629/2005; 13 октября 2006 г., № 877/2006 — 26 ноября 2007 г., № 1146/2007), советник президента Украины — исполняющий обязанности руководителя Главной службы оборонной политики Секретариата президента Украины (21 ноября 2005 г., № 1630/2005 — 13 октября 2006 г., № 876/2006)
- Лановой Владимир Тимофеевич, советник президента Украины — постоянный представитель президента Украины в Кабинете министров Украины (11 марта 2005 г., № 466/2005 — 19 декабря 2005 г., № 1793/2005)
- Полуденный Николай Николаевич, советник президента Украины (18 марта 2005 г., № 496/2005 — 21 ноября 2005 г., № 1627/2005; 2 октября 2006 г., № 812/2006 — 20 марта 2008 г., № 243/2008), советник президента Украины — руководитель Главной службы правовой политики Секретариата президента Украины (21 ноября 2005 г., № 1628/2005 — 2 октября 2006 г., № 811/2006)
- Рубан Юрий Григорьевич (1 апреля 2005 г., № 582/2005 — 9 октября 2005 г., № 1418/2005)
- Каськив Владислав Владимирович (20 апреля 2005 г., № 684/2005 — 23 декабря 2005 г., № 1822/2005)
- Вегера Светлана Анатольевна (20 апреля 2005 г., № 685/2005 — 20 февраля 2006 г., № 148/2006)
- Гайдуцкий Павел Иванович (16 мая 2005 г., № 811/2005 — 17 января 2006 г., № 11/2006)
- Поляченко Юрий Владимирович (26 июля 2005 г., № 1125/2005 — 13 октября 2005 г., № 1439/2005)
- Тимошенко Константин Владимирович, советник президента Украины — руководитель Главной службы внешней политики Секретариата президента Украины (21 ноября 2005 г., № 1632/2005 — 8 декабря 2006 г., № 1048/2006)
- Колиушко Игорь Борисович, советник президента Украины — руководитель Главной службы политики институционного развития Секретариата президента Украины (30 ноября 2005 г., № 1676/2005 — 18 декабря 2006 г., № 1098/2006)
- Ткачук Анатолий Федорович, советник президента Украины — руководитель Главной службы региональной и кадровой политики Секретариата президента Украины (9 декабря 2005 г., № 1717/2005 — 30 октября 2006 г., № 903/2006), советник президента Украины (30 октября 2006 г., № 904/2006 — 15 февраля 2008 г., № 131/2008)
- Лубкивский Маркиян Романович, советник президента Украины — руководитель Главной службы гуманитарной политики Секретариата президента Украины (20 декабря 2005 г., № 1815/2005 — 13 декабря 2006 г., № 1071/2006)
- Руденко Валентина Степановна, советник президента Украины (30 декабря 2005 г., № 1882/2005 — 26 января 2006 г., № 66/2006; 6 декабря 2006 г., № 1042/2006 — 7 ноября 2008 г., № 1019/2008), советник президента Украины — руководитель Главной коммуникационной службы Секретариата президента Украины (26 января 2006 г., № 67/2006 — 6 декабря 2006 г., № 1044/2006)
- Куцик Иван Маркович, советник президента Украины — руководитель Главной службы по вопросам деятельности воинских формирований и правоохранительных органов Секретариата президента Украины (26 мая 2006 г., № 440/2006 — 16 октября 2006 г., № 881/2006)
- Стецькив Тарас Степанович (21 сентября 2006 г., № 775/2006 — 6 августа 2007 г., № 686/2007)
- Полищук Николай Ефремович (25 сентября 2006 г., № 778/2006 — 6 августа 2007 г., № 685/2007; 21 января 2008 г., № 42/2008 — 7 ноября 2008 г., № 1017/2008)
- Игнатенко Павел Николаевич (25 сентября 2006 г., № 779/2006 — 7 ноября 2008 г., № 1011/2008)
- Буца Богдан Эммануилович (26 сентября 2006 г., № 789/2006 — 6 августа 2007 г., № 683/2007)
- Рыбачук Олег Борисович (26 сентября 2006 г., № 790/2006 — 11 декабря 2007 г., № 1203/2007)
- Шандра Владимир Николаевич (29 сентября 2006 г., № 796/2006 — 6 августа 2007 г., № 684/2007)
- Зинченко Александр Алексеевич (9 октября 2006 г., № 827/2006 — 11 апреля 2008 г., № 344/2008)
- Кличко Виталий Владимирович (13 октября 2006 г., № 870/2006 — 7 ноября 2008 г., № 1012/2008)
- Качур Павел Степанович (30 октября 2006 г., № 906/2006 — 26 декабря 2006 г., № 1126/2006)
- Продан Юрий Васильевич (20 ноября 2006 г., № 987/2006 — 4 июля 2007 г., № 591/2007)
- Луценко Юрий Витальевич (4 декабря 2006 г., № 1026/2006 — 12 марта 2007 г., № 198/2007)
- Лесюк Ярослав Васильевич (6 декабря 2006 г., № 1043/2006 — 7 ноября 2008 г., № 1013/2008)
- Жулинский Николай Григорьевич (8 декабря 2006 г., № 1051/2006 — 7 ноября 2008 г., № 1010/2008)
- Павленко Юрий Алексеевич (8 декабря 2006 г., № 1052/2006 — 25 декабря 2006 г., № 1123/2006)
- Андрийчук Юрий Андреевич (12 декабря 2006 г., № 1066/2006 — 16 февраля 2007 г., № 117/2007)
- Поречкина Лидия Степановна (28 декабря 2006 г., № 1152/2006 — 7 ноября 2008 г., № 1018/2008)
- Кислинский Андрей Николаевич (26 февраля 2007 г., № 153/2007 — 19 сентября 2007 г., № 894/2007)
- Бутко Николай Петрович (17 марта 2007 г., № 211/2007 — 8 ноября 2007 г., № 1076/2007)
- Гавриш Степан Богданович (20 апреля 2007 г., № 331/2007 — 18 января 2008 г., № 36/2008)
- Кармазин Юрий Анатольевич (9 июля 2007 г., № 613/2007 — 6 августа 2007 г., № 687/2007)
- Куйбида Василий Степанович (9 июля 2007 г., № 614/2007 — 6 августа 2007 г., № 688/2007)
- Литвак Олег Михайлович (7 сентября 2007 г., № 831/2007 — 19 февраля 2008 г., № 141/2008)
- Лаврик Николай Иванович (20 сентября 2007 г., № 901/2007 — 7 апреля 2008 г., № 310/2008)
- Бойко Юрий Анатольевич (24 октября 2007 г., № 1008/2007 — 7 ноября 2008 г., № 1006/2008)
- Плачков Иван Васильевич (5 ноября 2007 г., № 1062/2007 — 19 августа 2008 г., № 720/2008)
- Богашева Наталья Владиславовна (16 ноября 2007 г., № 1113/2007 — 8 января 2008 г., № 1/2008)
- Илащук Василий Степанович (17 января 2008 г., № 30/2008 — 22 февраля 2008 г., № 152/2008)
- Лубкивский Даниил Романович (28 января 2008 г., № 56/2008 — 7 ноября 2008 г., № 1014/2008)
- Харив Людмила Мечиславовна (19 февраля 2008 г., № 142/2008 — 7 ноября 2008 г., № 1022/2008)
- Олейник Петр Михайлович (26 февраля 2008 г., № 167/2008 — 7 ноября 2008 г., № 1015/2008)
- Бондарь Владимир Налькович (11 апреля 2008 г., № 345/2008 — 7 ноября 2008 г., № 1007/2008)
- Сидоренко Николай Яковлевич (26 июня 2008 г., № 595/2008 — 7 ноября 2008 г., № 1021/2008)
- Питцик Мирослав Васильевич (1 сентября 2008 г., № 781/2008 — 7 ноября 2008 г., № 1016/2008)
- Сендак Михаил Дмитриевич (26 сентября 2008 г., № 867/2008 — 7 ноября 2008 г., № 1020/2008)
- Вардинец Игорь Степанович (3 октября 2008 г., № 903/2008 — 7 ноября 2008 г., № 1008/2008)
- Кириченко Сергей Александрович (18 ноября 2009 г., № 935/2009 — 25 декабря 2009 г., № 1101/2009)
- Ивасюк Валерий Петрович (22 декабря 2009 г., № 1095/2009 — 11 марта 2010 г., № 320/2010)

### Внештатные советники президента В. А. Ющенко
- Пасхавер Александр Иосифович (9 февраля 2005 г., № 214/2005 — 9 октября 2006 г., № 835/2006)
- Немцов Борис Ефимович (9 февраля 2005 г., № 215/2005 — 9 октября 2006 г., № 830/2006)
- Дорошенко Михаил Иванович (11 февраля 2005 г., № 229/2005 — 9 октября 2006 г., № 862/2006)
- Кличко Виталий Владимирович (5 марта 2005 г., № 430/2005 — 9 октября 2006 г., № 841/2006)
- Вакарчук Святослав Иванович (5 марта 2005 г., № 431/2005 — 9 октября 2006 г., № 854/2006)
- Беспалый Борис Яковлевич (5 марта 2005 г., № 432/2005 — 9 октября 2006 г., № 852/2006)
- Щербина Николай Григорьевич (15 марта 2005 г., № 473/2005 — 9 октября 2006 г., № 850/2006)
- Дияк Иван Васильевич (1 апреля 2005 г., № 580/2005 — 9 октября 2006 г., № 860/2006; 15 января 2009 г., № 25/2009 — 11 марта 2010 г., № 329/2010)
- Ульянченко Вера Ивановна (1 апреля 2005 г., № 581/2005 — 9 октября 2006 г., № 838/2006)
- Черновецкий Леонид Михайлович (3 апреля 2005 г., № 591/2005 — 9 октября 2006 г., № 848/2006)
- Гаврилюк Иван Ярославович (15 апреля 2005 г., № 653/2005 — 9 октября 2006 г., № 857/2006)
- Карасик Юрий Михайлович (15 апреля 2005 г., № 654/2005 — 9 октября 2006 г., № 845/2006; 23 июня 2009 г., № 479/2009 — 11 марта 2010 г., № 327/2010)
- Бутко Николай Петрович (15 апреля 2005 г., № 655/2005 — 9 октября 2006 г., № 853/2006)
- Юссеф Харес Абдулрахманович, советник президента Украины (15 апреля 2005 г., № 656/2005 — 20 октября 2005 г., № 1496/2005), советник президента Украины по вопросам Ближнего Востока (9 октября 2007 г., № 956/2007 — 11 марта 2010 г., № 323/2010)
- Куницын Сергей Владимирович (19 апреля 2005 г., № 666/2005 — 9 октября 2006 г., № 844/2006)
- Кантор Вячеслав Владимирович (28 апреля 2005 г., № 725/2005 — 9 октября 2006 г., № 846/2006)
- Ткачук Виктор Артурович (16 мая 2005 г., № 808/2005 — 9 октября 2006 г., № 837/2006)
- Телешун Сергей Александрович (16 мая 2005 г., № 809/2005 — 9 октября 2006 г., № 847/2006)
- Ляпина Ксения Михайловна (27 мая 2005 г., № 858/2005 — 9 октября 2006 г., № 829/2006)
- Шевченко Андрей Николаевич (1 июня 2005 г., № 897/2005 — 9 октября 2006 г., № 849/2006)
- Аржевитин Станислав Михайлович (4 июня 2005 г., № 915/2005 — 9 октября 2006 г., № 851/2006; 7 ноября 2007 г., № 1075/2007 — 11 марта 2010 г., № 331/2010)
- Григорович Лилия Степановна (16 июня 2005 г., № 963/2005 — 9 октября 2006 г., № 861/2006)
- Рубан Юрий Григорьевич (5 октября 2005 г., № 1419/2005 — 9 октября 2006 г., № 836/2006)
- Канищенко Леонид Алексеевич (21 ноября 2005 г., № 1626/2005 — 9 октября 2006 г., № 831/2006)
- Третьяков Александр Юрьевич (9 декабря 2005 г., № 1716/2005 — 9 октября 2006 г., № 839/2006)
- Гайдамака Анатолий Васильевич (14 декабря 2005 г., № 1745/2005 — 9 октября 2006 г., № 858/2006)
- Лановой Владимир Тимофеевич (19 декабря 2005 г., № 1795/2005 — 9 октября 2006 г., № 834/2006)
- Каськив Владислав Владимирович (27 декабря 2005 г., № 1857/2005 — 9 октября 2006 г., № 832/2006)
- Куйбида Василий Степанович (13 января 2006 г., № 4/2006 — 9 октября 2006 г., № 840/2006)
- Пробей-Голова Валерий Борисович (3 февраля 2006 г., № 102/2006 — 9 октября 2006 г., № 843/2006)
- Гришко Владимир Данилович (16 февраля 2006 г., № 136/2006 — 9 октября 2006 г., № 859/2006; 27 ноября 2008 г., № 1110/2008 — 29 октября 2009 г., № 882/2009)
- Козаченко Леонид Петрович (17 февраля 2006 г., № 138/2006 — 9 октября 2006 г., № 842/2006)
- Вегера Светлана Анатольевна (20 февраля 2006 г., № 149/2006 — 9 октября 2006 г., № 856/2006)
- Штюдеманн Дитмар (25 мая 2006 г., № 435/2006 — 9 октября 2006 г., № 855/2006)
- Сирота Михаил Дмитриевич (19 июня 2006 г., № 547/2006 — 9 октября 2006 г., № 828/2006)
- Ивченко Алексей Григорьевич (31 июля 2006 г., № 656/2006 — 9 октября 2006 г., № 833/2006)
- Рыбачук Олег Борисович (20 сентября 2006 г., № 763/2006 — 26 сентября 2006 г., № 790/2006; 11 декабря 2007 г., № 1204/2007 — 4 марта 2008 г., № 197/2008)
- Рыбак Алексей Николаевич (3 марта 2008 г., № 190/2008 — 11 марта 2010 г., № 325/2010)
- Марчук Евгений Кириллович (19 мая 2008 г., № 455/2008 — 11 марта 2010 г., № 324/2010)
- Сендак Михаил Дмитриевич (27 ноября 2008 г., № 1108/2008 — 11 марта 2010 г., № 322/2010)
- Бондарь Владимир Налькович (27 ноября 2008 г., № 1109/2008 — 11 марта 2010 г., № 332/2010)
- Олейник Петр Михайлович (27 ноября 2008 г., № 1111/2008 — 1 декабря 2008 г., № 1130/2008)
- Полищук Николай Ефремович (27 ноября 2008 г., № 1112/2008 — 11 марта 2010 г., № 328/2010)
- Мойсик Владимир Романович (22 декабря 2008 г., № 1191/2008 — 11 марта 2010 г., № 321/2010)
- Вардинец Игорь Степанович (8 июля 2009 г., № 521/2009 — 11 марта 2010 г., № 330/2010)
- Кириченко Сергей Александрович (25 декабря 2009 г., № 1101/2009 — 11 марта 2010 г., № 326/2010)

### Советники президента В. Ф. Януковича
- Богуцкий Юрий Петрович, советник президента Украины (31 марта 2010 г., № 463/2010 — 13 июля 2010 г., № 766/2010), советник президента Украины — руководитель Главного управления по вопросам гуманитарного развития Администрации президента Украины (с 5 февраля 2013 г., № 67/2013)
- Фиалко Андрей Александрович (31 марта 2010 г., № 464/2010 — умер 17 марта 2013 г.)
- Грамотнев Виталий Эдуардович (31 марта 2010 г., № 465/2010 — 24 февраля 2014 г., № 98/2014)
- Пустовойтенко Валерий Павлович (9 апреля 2010 г., № 535/2010 — 24 февраля 2014 г., № 106/2014)
- Журавский Виталий Станиславович (25 июня 2010 г., № 728/2010 — 19 апреля 2012 г., № 269/2012)
- Слаута Виктор Андреевич (13 октября 2010 г., № 955/2010 — 24 февраля 2014 г., № 108/2014)
- Стельмах Владимир Семенович (23 декабря 2010 г., № 1162/2010 — 12 октября 2011 г., № 980/2011)
- Герман Анна Николаевна, советник президента Украины — руководитель Главного управления по гуманитарным и общественно-политическим вопросам Администрации президента Украины (5 апреля 2011 г., № 364/2011 — 23 ноября 2012 г., № 653/2012)
- Гончарук Андрей Иванович, советник президента Украины — руководитель Главного управления по вопросам международных отношений Администрации президента Украины (5 апреля 2011 г., № 365/2011 — 24 февраля 2014 г., № 97/2014)
- Ладный Юрий Анатольевич, советник президента Украины — руководитель Главного управления Государственного Протокола и Церемониала Администрации президента Украины (5 апреля 2011 г., № 366/2011 — 24 февраля 2014 г., № 101/2014)
- Лукаш Елена Леонидовна, советник президента Украины — представитель президента Украины в Конституционном Суде Украины (5 апреля 2011 г., № 367/2011 — 24 декабря 2012 г., № 725/2012)
- Портнов Андрей Владимирович, советник президента Украины — руководитель Главного управления по вопросам судоустройства Администрации президента Украины (5 апреля 2011 г., № 368/2011 — 16 января 2013 г., № 25/2013), советник президента Украины (16 января 2013 г., № 26/2013 — 24 января 2014 г., № 38/2014)
- Ставнийчук Марина Ивановна, советник президента Украины — руководитель Главного управления по вопросам конституционно-правовой модернизации Администрации президента Украины (с 5 апреля 2011 г., № 369/2011)
- Нефедов Александр Степанович (30 июня 2011 г., № 723/2011 — 25 января 2014 г., № 47/2014)
- Балюк Анатолий Иванович, советник президента Украины — руководитель Главного контрольного управления Администрации президента Украины (30 июня 2011 г., № 724/2011 — 24 февраля 2014 г., № 95/2014)
- Максюта Анатолий Аркадьевич, советник президента Украины — руководитель Главного управления по вопросам реформирования социальной сферы Администрации президента Украины (8 июля 2011 г., № 740/2011 — 5 апреля 2012 г., № 244/2012)
- Ежель Михаил Брониславович (24 февраля 2012 г., № 151/2012 — 3 апреля 2013 г., № 183/2013)
- Петров Борис Федорович (24 февраля 2012 г., № 152/2012 — 24 февраля 2014 г., № 105/2014)
- Каракай Юрий Васильевич, советник президента Украины — руководитель Главного управления по вопросам реформирования социальной сферы Администрации президента Украины (14 декабря 2012 г., № 699/2012 — 24 февраля 2014 г., № 100/2014)
- Саламатин Дмитрий Альбертович (25 декабря 2012 г., № 754/2012 — 24 февраля 2014 г., № 107/2014)
- Калинин Игорь Александрович (9 января 2013 г., № 10/2013 — 24 февраля 2014 г., № 99/2014)
- Елисеев Константин Петрович (13 мая 2013 г., № 254/2013 — 24 февраля 2014 г., № 110/2014)
- Шемчук Виктор Викторович (31 октября 2013 г., № 598/2013 — 24 февраля 2014 г., № 109/2014)
- Вышиванюк Михаил Васильевич (8 ноября 2013 г., № 627/2013 — 24 февраля 2014 г., № 96/2014)
- Матвийчук Эдуард Леонидович (8 ноября 2013 г., № 628/2013 — 24 февраля 2014 г., № 103/2014)
- Левочкин Сергей Владимирович (17 января 2014 г., № 23/2014 — 24 февраля 2014 г., № 102/2014)
- Акимова Ирина Михайловна (24 января 2014 г., № 40/2014 — 24 февраля 2014 г., № 93/2014)

### Внештатные советники президента В. Ф. Януковича
- Демянко Николай Иванович (11 марта 2010 г., № 333/2010 — 24 февраля 2014 г., № 117/2014)
- Кожара Леонид Александрович (11 марта 2010 г., № 334/2010 — 29 декабря 2012 г., № 775/2012)
- Рыбак Владимир Васильевич (11 марта 2010 г., № 335/2010 — 29 декабря 2012 г., № 776/2012)
- Джига Николай Васильевич (11 марта 2010 г., № 336/2010 — 24 февраля 2014 г., № 118/2014)
- Самойленко Юрий Павлович (11 марта 2010 г., № 337/2010 — 24 февраля 2014 г., № 133/2014)
- Кузьмук Александр Иванович (11 марта 2010 г., № 338/2010 — 24 февраля 2014 г., № 124/2014)
- Чечетов Михаил Васильевич (11 марта 2010 г., № 339/2010 — 24 февраля 2014 г., № 136/2014)
- Тулуб Сергей Борисович (с 11 марта 2010 г., № 340/2010)
- Папиев Михаил Николаевич (с 11 марта 2010 г., № 341/2010)
- Олещенко Вячеслав Иванович (11 марта 2010 г., № 342/2010 — 24 февраля 2014 г., № 128/2014)
- Кинах Анатолий Кириллович (11 марта 2010 г., № 343/2010 — 24 февраля 2014 г., № 122/2014)
- Демидко Владимир Николаевич (11 марта 2010 г., № 344/2010 — 24 февраля 2014 г., № 116/2014)
- Юшко Игорь Олегович (22 марта 2010 г., № 394/2010 — 24 февраля 2014 г., № 138/2014)
- Роговой Василий Васильевич (22 марта 2010 г., № 395/2010 — 24 февраля 2014 г., № 132/2014)
- Митюков Игорь Александрович (22 марта 2010 г., № 396/2010 — 24 февраля 2014 г., № 127/2014)
- Заневский Вячеслав Евгеньевич (22 марта 2010 г., № 397/2010 — 29 декабря 2012 г., № 774/2012)
- Германчук Петр Кузьмич (22 марта 2010 г., № 398/2010 — умер 29 июня 2012 г.)
- Гайдуцкий Павел Иванович (22 марта 2010 г., № 399/2010 — 24 февраля 2014 г., № 113/2014)
- Полунеев Юрий Владимирович (22 марта 2010 г., № 400/2010 — 24 февраля 2014 г., № 131/2014)
- Плющ Иван Степанович (31 марта 2010 г., № 458/2010 — 24 февраля 2014 г., № 129/2014)
- Бубка Сергей Назарович (9 апреля 2010 г., № 534/2010 — 24 февраля 2014 г., № 111/2014)
- Шпек Роман Васильевич (16 апреля 2010 г., № 546/2010 — 24 февраля 2014 г., № 137/2014)
- Маломуж Николай Григорьевич (18 июня 2010 г., № 714/2010 — 24 февраля 2014 г., № 125/2014)
- Поляченко Владимир Аврумович (24 июня 2010 г., № 718/2010 — умер 20 апреля 2012 г.)
- Коновалюк Валерий Ильич (24 июня 2010 г., № 719/2010 — 29 декабря 2012 г., № 773/2012)
- Климов Леонид Михайлович (24 июня 2010 г., № 720/2010 — 24 февраля 2014 г., № 123/2014)
- Повалий Таисия Николаевна (24 июня 2010 г., № 722/2010 — 24 февраля 2014 г., № 130/2014)
- Кроль Евгений Тимофеевич (с 25 июня 2010 г., № 730/2010)
- Данилюк Александр Александрович (23 декабря 2010 г., № 1163/2010 — 24 февраля 2014 г., № 115/2014)
- Выдрин Дмитрий Игнатьевич (28 декабря 2010 г., № 1285/2010 — 24 февраля 2014 г., № 112/2014)
- Стельмах Владимир Семенович (12 октября 2011 г., № 981/2011 — 24 февраля 2014 г., № 135/2014)
- Журавский Виталий Станиславович (19 апреля 2012 г., № 270/2012 — 24 февраля 2014 г., № 119/2014)
- Каракай Юрий Васильевич (26 октября 2012 г., № 616/2012 — 14 декабря 2012 г., № 698/2012)
- Герман Анна Николаевна (9 января 2013 г., № 13/2013 — 24 февраля 2014 г., № 114/2014)
- Скубашевский Станислав Валерианович (9 января 2013 г., № 14/2013 — 24 февраля 2014 г., № 134/2014)
- Янковский Николай Андреевич (1 февраля 2013 г. — 24 февраля 2014 г., № 139/2014)
- Зубанов Владимир Александрович (15 мая 2013 г., № 277/2013 — 24 февраля 2014 г., № 121/2014)

### Советники и. о. президента А. В. Турчинова
- Крулько Иван Иванович (31 марта 2014 г., № 359/2014 — 10 июня 2014 г., № 515/2014)
- Луценко Юрий Витальевич (19 апреля 2014 г., № 423/2014 — 29 апреля 2014 г., № 444/2014)
- Смешко Игорь Петрович (с 19 апреля 2014 г., № 424/2014)

### Внештатные советники и. о. президента А. В. Турчинова
- Кузьмук Александр Иванович, советник президента Украины по вопросам обороны (с 25 марта 2014 г., № 340/2014)
- Горбулин Владимир Павлович (19 апреля 2014 г., № 425/2014 — 10 июня 2014 г., № 514/2014)
- Луценко Юрий Витальевич (29 апреля 2014 г., № 445/2014 — 17 июня 2014 г., № 531/2014)

### Советники президента П. А. Порошенко
- Ставнийчук Марина Ивановна, советник президента Украины — руководитель Главного управления по вопросам конституционно-правовой модернизации Администрации президента Украины (5 апреля 2011 г., № 369/2011 — 21 октября 2014, № 819/2014)
- Богуцкий Юрий Петрович, советник президента Украины — руководитель Главного управления по вопросам гуманитарного развития Администрации президента Украины (5 февраля 2013 г., № 67/2013 — 16 сентября 2014 г., № 731/2014), Советник Президента Украины (с 16 сентября 2014 г., № 732/2014)
- Смешко Игорь Петрович (19 апреля 2014 г., № 424/2014 — 12 марта 2015 г., № 137/2015)
- Махницкий Олег Игоревич (18 июня 2014 г., № 537/2014 — 5 февраля 2015 г., № 59/2015)
- Горбулин Владимир Павлович, советник президента Украины (26 июня 2014 г., № 557/2014 — 5 августа 2014 г., № 633/2014), советник президента Украины — директор Национального института стратегических исследований (5 августа 2014 г., № 633/2014 — 9 апреля 2015 г., № 205/2015)
- Бирюков Юрий Сергеевич (13 августа 2014 г., № 645/2014 — 28 апреля 2016 г., № 184/2016)
- Демченко Руслан Михайлович (с 23 сентября 2014 г., № 739/2014)

### Внештатные советники президента П. А. Порошенко
- Луценко Юрий Витальевич (с 17 июня 2014 — 20 мая 2019 г. № 532/2014)
- Грынив Игорь Алексеевич (18 июня 2014 г., № 538/2014 — 17 мая 2019 г., № 258/2019)
- Томенко Николай Владимирович (18 июня 2014 г., № 539/2014 — 13 июля 2015 г, № 414/2015)
- Куницын Сергей Владимирович (24 июня 2014 г., № 550/2014 — 17 мая 2019 г., № 256/2019)
- Павленко Ростислав Николаевич (3 июля 2014 г., № 560/2014 — 17 мая 2019 г., № 243/2019)
- Медведев Олег Александрович (25 июля 2014 г., № 618/2014 — 3 мая 2019 г., № 185/2019)
- Богомолец Ольга Вадимовна (24 июня 2014 г., № 698/2014 — 19 декабря 2018 г,, № 433/2018)
- Домбровский Александр Георгиевич (13 октября 2014 г., № 781/2014 — 17 мая 2019 г., № 257/2019)
- Косюк Юрий Анатольевич (8 декабря 2014 г., № 925/2014 — 18 мая 2019 г., № 283/2019)
- Саакашвили Михаил Николозович (13 февраля 2015 г., № 77/2015 — 9 ноября 2016 г., № 499/2016)
- Смешко Игорь Петрович (12 марта 2015 г., № 138/2015 — 14 января 2019 г., № 8/2019)
- Пасхавер Александр Иосифович (17 марта 2015 г., № 146/2015 — 17 мая 2019 г., № 259/2019)
- Горбулин Владимир Павлович (с 9 апреля 2015 г., № 206/2015)
- Бирюков Юрий Сергеевич (29 апреля 2016 г., № 191/2016 — 17 мая 2019 г., № 251/2019)

### Советники президента В. А. Зеленского
- Стефанчук Руслан Алексеевич, советник президента Украины — представитель президента Украины в Верховной Раде Украины (с 21 мая 2019 г., № 312/2019)
- Демченко Руслан Михайлович (с 23 июля 2019 г., № 548/2019)

### Внештатные советники президента В. А. Зеленского
- Фёдоров Михаил Альбертович (21 мая 2019 г., № 313/2019 — 6 сентября 2019 г., № 666/2019)
- Устенко Олег Леонидович (с 28 мая 2019 г., № 330/2019)
- Лерос Гео Багратович (с 24 июня 2019 г., № 431/2019)
- Загороднюк Андрей Павлович (5 июля 2019 г., № 488/2019 — 6 сентября 2019 г., № 668/2019)
- Новиков Игорь Владимирович (с 9 июля 2019 г., № 507/2019)
- Бородянский Владимир Владимирович (29 июля 2019 г., № 557/2019 — 6 сентября 2019 г., № 667/2019)
- Радуцкий Михаил Борисович (с 30 июля 2019 г., № 564/2019)
- Эндрю Роман Мак (с 5 ноября 2019 г., № 807/2019)

## Помощники президента Украины
После даты назначения или освобождения от должности стоит номер соответствующего указа или распоряжения президента Украины.

### Помощники президента Л. М. Кравчука
- Мельник Александр Иванович, Первый помощник президента Украины — руководитель группы помощников и референтов президента Украины (31 декабря 1991 г.[24] — 17 августа 1994 г., № 67/94-рп от 18 июля 1994 г.)
- Власенко Александр Владимирович, помощник президента Украины по вопросам международных отношений (25 декабря 1991 г., № 10[8] — ?)
- Лаврик Григорий Григорьевич, помощник президента Украины по вопросам государственной безопасности (25 декабря 1991 г., № 11[8] — 2 сентября 1994 г., № 67/94-рп от 18 июля 1994 г.)
- Пухтинский Николай Александрович, помощник президента Украины по вопросам государственного строительства (25 декабря 1991 г., № 12[8] — 17 августа 1994 г., № 67/94-рп от 18 июля 1994 г.)
- Шариков Борис Иванович, помощник президента Украины по военным вопросам (20 января 1992 г., № 26[8] — 11 июня 1992 г., № 104[8])
- Богуцкий Юрий Петрович, помощник президента Украины по вопросам духовного возрождения (29 февраля 1992 г., № 36[8] — 2 сентября 1994 г., № 67/94-рп от 18 июля 1994 г.)
- Петенко Владимир Петрович, помощник президента Украины по военным вопросам (7 сентября 1992 г., № 136/92-рп — 2 сентября 1994 г., № 67/94-рп от 18 июля 1994 г.)
- Бершеда Евгений Романович, помощник президента Украины по вопросам науки (январь 1993 г. — 29 сентября 1994 г., № 137/94-рп)

### Помощники президента Л. Д. Кучмы
- Разумков Александр Васильевич, Первый помощник президента Украины — руководитель группы помощников и референтов президента Украины (25 июля 1994 г., № 410/94 — 18 декабря 1995 г., № 1153/95)
- Баранов Александр Владимирович, помощник президента Украины по организационным вопросам (30 июля 1994 г., № 79/94-рп — 24 января 2000 г., № 28/2000-рп)
- Гаврилов Юрий Петрович, помощник президента Украины по вопросам государственной безопасности (30 июля 1994 г., № 80/94-рп — 30 ноября 1995 г., № 428/95-рп)
- Литвицкий Валерий Алексеевич, помощник президента Украины по вопросам экономики (30 июля 1994 г., № 81/94-рп — 24 января 2000 г., № 30/2000-рп)
- Литвин Владимир Михайлович, помощник президента Украины по вопросам внутренней политики (30 июля 1994 г., № 82/94-рп — 30 ноября 1995 г., № 427/95-рп), Первый помощник президента Украины — руководитель группы помощников и референтов президента Украины (с 10 сентября 1996 г., № 822/96), первый помощник президента Украины (28 декабря 1996 г., № 1283/96 — ноябрь 1999 г.)
- Рыжов Владимир Леонидович, помощник президента Украины по вопросам промышленности (18 августа 1994 г., № 105/94-рп — 24 января 2000 г., № 31/2000-рп)
- Гречанинов Вадим Александрович, помощник президента Украины по военным вопросам (14 ноября 1994 г., № 168/94-рп — 30 ноября 1995 г., № 429/95-рп)
- Кузнецов Владимир Алексеевич, первый помощник президента Украины — руководитель группы помощников и референтов президента Украины (18 декабря 1995 г., № 1154/95 — 22 августа 1996 г., № 732/96)
- Литвак Олег Михайлович, помощник президента Украины по правовым вопросам (6 февраля 1996 г., № 29/96-рп — 24 июля 1997 г., № 266/97-рп)
- Попов Олег Яковлевич, помощник президента Украины по внешнеэкономическим вопросам (? — 8 мая 1996 г., № 103/96-рп)
- Рыжук Сергей Николаевич (11 октября 1996 г., № 378/96-рп — 5 августа 1997 г., № 279/97-рп)
- Рудько Николай Александрович (11 октября 1996 г., № 379/96-рп — ?)
- Федрицкий Александр Алексеевич (17 октября 1996 г., № 422/96-рп — 19 января 2000 г., № 5/2000-рп)
- Корж Анатолий Владимирович (27 октября 1997 г., № 378/97-рп — 18 марта 2005 г., № 806/2005-рп)
- Сивкович Владимир Леонидович (13 июля 1998 г., № 380/98-рп — ноябрь 1998 г.)
- Долганов Вадим Афанасьевич (? — 22 июня 1999 г., № 142/99-рп)
- Каденюк Леонид Константинович, помощник президента Украины (7 июля 1999 г., № 158/99-рп — 10 февраля 2000 г., № 78/2000-рп), помощник президента Украины по вопросам авиации и космонавтики (19 ноября 2001 г., № 326/2001-рп — ?)
- Куцый Сергей Александрович, помощник президента Украины — руководитель Пресс-службы президента Украины (? — 16 июля 1999 г., № 164/99-рп), помощник президента Украины (16 июля 1999 г., № 166/99-рп — 24 января 2000 г., № 29/2000-рп)
- Константинов Юрий Иванович, помощник президента Украины — руководитель Пресс-службы Президента Украины (16 июля 1999 г., № 165/99-рп — 5 мая 2000 г., № 190/2000-рп)
- Левочкин Сергей Владимирович, первый помощник президента Украины (12 июня 2002 г., № 541/2002 — 22 января 2005 г., № 86/2005)
- Горбулин Владимир Павлович, помощник президента Украины по вопросам национальной безопасности (декабрь 2002 г. — 22 января 2005 г., № 95/2005)
- Музко Александр Николаевич (22 января 2005 г., № 36/2005-рп — 9 июня 2005 г., № 1086/2005-рп)

### Помощники президента В. А. Ющенко
- Третьяков Александр Юрьевич, первый помощник президента Украины (27 января 2005 г., № 114/2005 — 9 декабря 2005 г., № 1715/2005)
- Кислинский Андрей Николаевич (1 апреля 2005 г., № 903/2005-рп — 21 ноября 2005 г., № 1234/2005-рп)

### Помощник президента П. А. Порошенко
- Онищенко Юрий Владимирович, первый помощник президента Украины (10 июня 2014 г., № 523/2014 — 17 мая 2019 г., № 264/2019)

### Помощники президента В. А. Зеленского
- Шефир Сергей Нахманович, первый помощник президента Украины (с 21 мая 2019 г., № 305/2019)
- Ермак Андрей Борисович (с 21 мая 2019 г., № 311/2019)

## Консультанты президента Украины
После даты назначения или освобождения от должности стоит номер соответствующего указа или распоряжения президента Украины.

### Внештатные консультанты президента Л. М. Кравчука
Распоряжением президента Украины от 28 октября 1993 г. № 120/93-рп был назначен внештатный консультант. Это распоряжение не было опубликовано, утратило силу распоряжением президента Украины от 28 сентября 1994 г. № 134/94-рп.
- Буряк Сергей Борисович (15 октября 1993 г., № 113/93-рп — 28 сентября 1994 г., № 134/94-рп)
- Мисько Богдан Иванович (15 октября 1993 г., № 113/93-рп — 28 сентября 1994 г., № 134/94-рп)
- Боженар Виктор Якимович (13 декабря 1993 г., № 134/93-рп — 28 сентября 1994 г., № 134/94-рп)
- Бергельсон Б. Я. (10 февраля 1994 г., № 9/94-рп — 28 сентября 1994 г., № 134/94-рп)

### Консультанты президента Л. Д. Кучмы
- Кваснюк Борис Евгеньевич, научный консультант президента Украины по вопросам структурной политики (13 сентября 1994 г., № 123/94-рп — 17 ноября 1997 г., № 407/97-рп)
- Новиков Валерий Николаевич, научный консультант президента Украины по вопросам социальной политики (13 сентября 1994 г., № 124/94-рп — 24 января 2000 г., № 24/2000-рп)
- Сиденко Владимир Романович, научный консультант президента Украины по вопросам внешнеэкономической политики (4 октября 1994 г., № 140/94-рп — 20 апреля 1995 г., № 76/95-рп)
- Бурчак Федор Глебович, научный консультант президента Украины по правовым вопросам (22 октября 1994 г., № 155/94-рп — 3 июля 1996 г., № 179/96-рп)
- Дяминов Станислав Рустемович, консультант президента Украины по вопросам энергетики (11 ноября 1994 г., № 166/94-рп — 1 марта 1995 г., № 43/95-рп)
- Василик Остап Дмитриевич, научный консультант президента Украины по вопросам финансовой политики (11 ноября 1994 г., № 167/94-рп — ноябрь 1998 г.)
- Копейчиков Владимир Владимирович, научный консультант президента Украины по вопросам государственного строительства (9 февраля 1995 г., № 33/95-рп — 10 июля 1998 г., № 377/98-рп)
- Шепа Василий Васильевич, научный консультант президента Украины по вопросам аграрной политики (10 марта 1995 г., № 52/95-рп — 3 июля 1996 г., № 178/96-рп)
- Корнеев Альберт Васильевич, научный консультант президента Украины по политико-правовым вопросам (15 декабря 1995 г., № 446/95-рп — 28 января 1998 г., № 20/98-рп)
- Ильющенко Ирина Ивановна (5 октября 1996 г., № 362/96-рп — ?)
- Литвин Николай Алексеевич, научный консультант президента Украины (2 апреля 1997 г., № 152/97-рп — 6 декабря 1999 г., № 305/99-рп)
- Воронин Виктор Николаевич, научный консультант президента Украины (9 апреля 1997 г., № 157/97-рп — 24 января 2000 г., № 23/2000-рп)
- Телешун Сергей Александрович (14 мая 1997 г., № 204/97-рп — 24 января 2000 г., № 27/2000-рп)
- Кириченко Борис Иосифович (11 сентября 1997 г., № 318/97-рп — 17 июля 1998 г., № 403/98-рп)
- Филипенко Антон Сергеевич, научный консультант президента Украины (28 октября 1997 г., № 379/97-рп — 14 марта 2000 г., № 107/2000-рп; декабрь 2002 г. — 3 декабря 2004 г., № 297/2004-рп)
- Пузанов Игорь Иванович, научный консультант президента Украины (28 октября 1997 г., № 380/97-рп — 24 января 2000 г., № 25/2000-рп)
- Мисько Богдан Иванович (не позднее октября 1997 г. — 11 января 2000 г., № 2/2000-рп)
- Попович Александр Сергеевич, научный консультант президента Украины (23 февраля 1998 г., № 40/98-рп — 23 февраля 2000 г., № 92/2000-рп)
- Пивторак Владимир Викторович (26 мая 1998 г., № 208/98-рп — 24 января 2000 г., № 26/2000-рп)
- Левочкин Сергей Владимирович, научный консультант президента Украины (2 марта 1999 г., № 43/99-рп[25] — 14 марта 2000 г., № 106/2000-рп)
- Радченко Анна Константиновна (? — 6 декабря 1999 г., № 303/99-рп)
- Богатырёва Раиса Васильевна, научный консультант президента Украины (20 апреля 2000 г., № 164/2000-рп — 3 июля 2000 г., № 235/2000-рп)
- Либанова Элла Марленовна, научный консультант президента Украины (16 октября 2000 г., № 313/2000-рп — 22 января 2005 г., № 37/2005-рп)
- Мартыненко Александр Владленович (3 октября 2001 г., № 259/2001-рп — ?)
- Мучник Александр Геннадьевич[укр.], научный консультант президента Украины по вопросам прав человека, конституционного права (24 декабря 2002 г., № 411/2002-рп — 25 марта 2005 г., № 854/2005-рп)

### Внештатные консультанты президента Л. Д. Кучмы
- Тигипко Сергей Леонидович, консультант президента Украины по вопросам денежной политики (18 ноября 1994 г., № 169/94-рп — 5 мая 1997 г., № 192/97-рп)
- Яценко Олег Владимирович (25 января 2003 г., № 14/2003-рп — 22 января 2005 г., № 33/2005-рп)
- Туманов Юрий Геннадьевич (4 февраля 2003 г., № 33/2003-рп — 22 января 2005 г., № 34/2005-рп)
- Туманова Светлана Юрьевна (28 февраля 2004 г., № 39/2004-рп — 22 января 2005 г., № 32/2005-рп)

### Консультанты президента В. А. Ющенко
- Саган Александр Назарович, научный консультант президента Украины (15 марта 2005 г., № 785/2005-рп — 15 февраля 2006 г., № 30/2006-рп)
- Олтаржевская Наталья Петровна (1 апреля 2005 г., № 902/2005-рп — 15 декабря 2005 г., № 1280/2005-рп)
- Грязнова Оксана Васильевна (1 апреля 2005 г., № 904/2005-рп — 6 декабря 2005 г., № 1268/2005-рп)
- Ионова Мария Николаевна (23 мая 2005 г., № 1064/2005-рп — 26 декабря 2005 г., № 1298/2005-рп)
- Руденко Александр Иванович (29 июня 2005 г., № 1095/2005-рп — 5 ноября 2005 г., № 1227/2005-рп)

## Здание
Администрация президента Украины расположена в Киеве по ул. Банковой № 11. Здесь она находится с 8 января 1992 года.. Здание построено в 1936—1939 годах, архитектор — С. Григорьев, помощник — Жежерин Б. П..
Ранее в здании располагался штаб Киевского военного округа, а после Великой Отечественной войны здесь был ЦК КПУ.